# Selección de fútbol de las Islas Feroe
La selección de fútbol de las Islas Feroe (en feroés: Føroyska fótbóltsmanslandsliðið) es el equipo representativo de esta región autónoma del Reino de Dinamarca en las competiciones oficiales. Su organización está a cargo de la Federación de Fútbol de las Islas Feroe, perteneciente a la UEFA.

## Historia

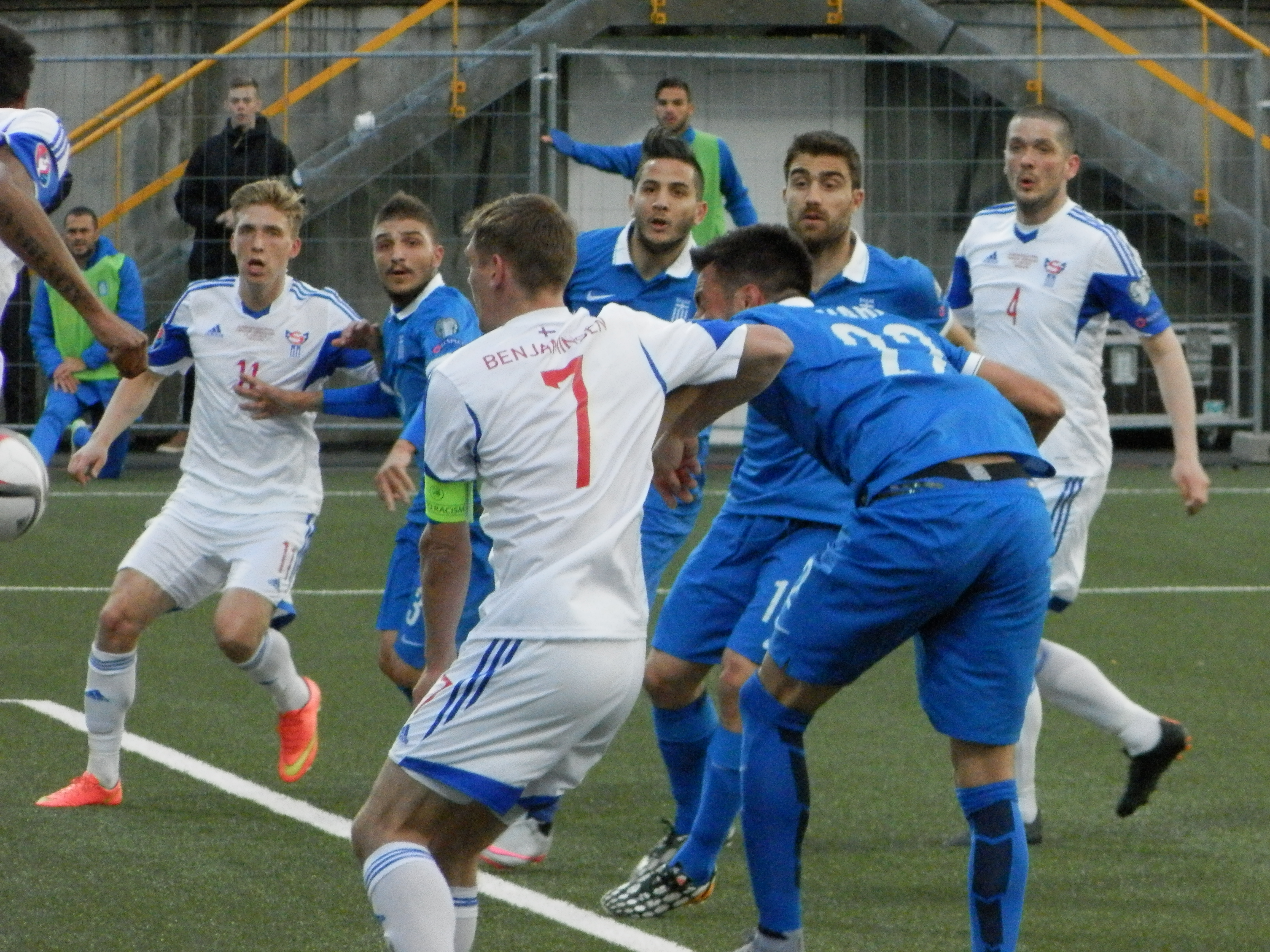
Islas Faroe venció a 2-1 el por la eliminatoria a la Eurocopa 2016.

Si bien el equipo ha jugado diversos partidos desde 1930, sólo en 1988 fue reconocido por la FIFA y la UEFA y, por ende, sus partidos desde esa fecha son oficiales, aunque oficialmente se afilió a la FIFA el 2 de julio de 1988 y a la UEFA el 18 de abril de 1990.

Es un equipo débil que, aprovechando que muchos de sus jugadores participan en ligas de categoría como la danesa o la sueca, ha ido aumentando su nivel con el paso del tiempo. Sin embargo, ha protagonizado algunas sorpresas al vencer por 1-0 aAustria en Landskrona, Suecia (debido a la ausencia de canchas de césped en las islas), el 12 de septiembre de 1990 durante las clasificatorias de la Eurocopa 1992. En las clasificatorias de la Eurocopa 2004, Islas Feroe empataron con Escocia como visitantes. El 11 de octubre de 2008 las Islas Feroe empataron 1-1 en Tórshavn frente a Austria en el partido de clasificación para el mundial de Sudáfrica 2010.

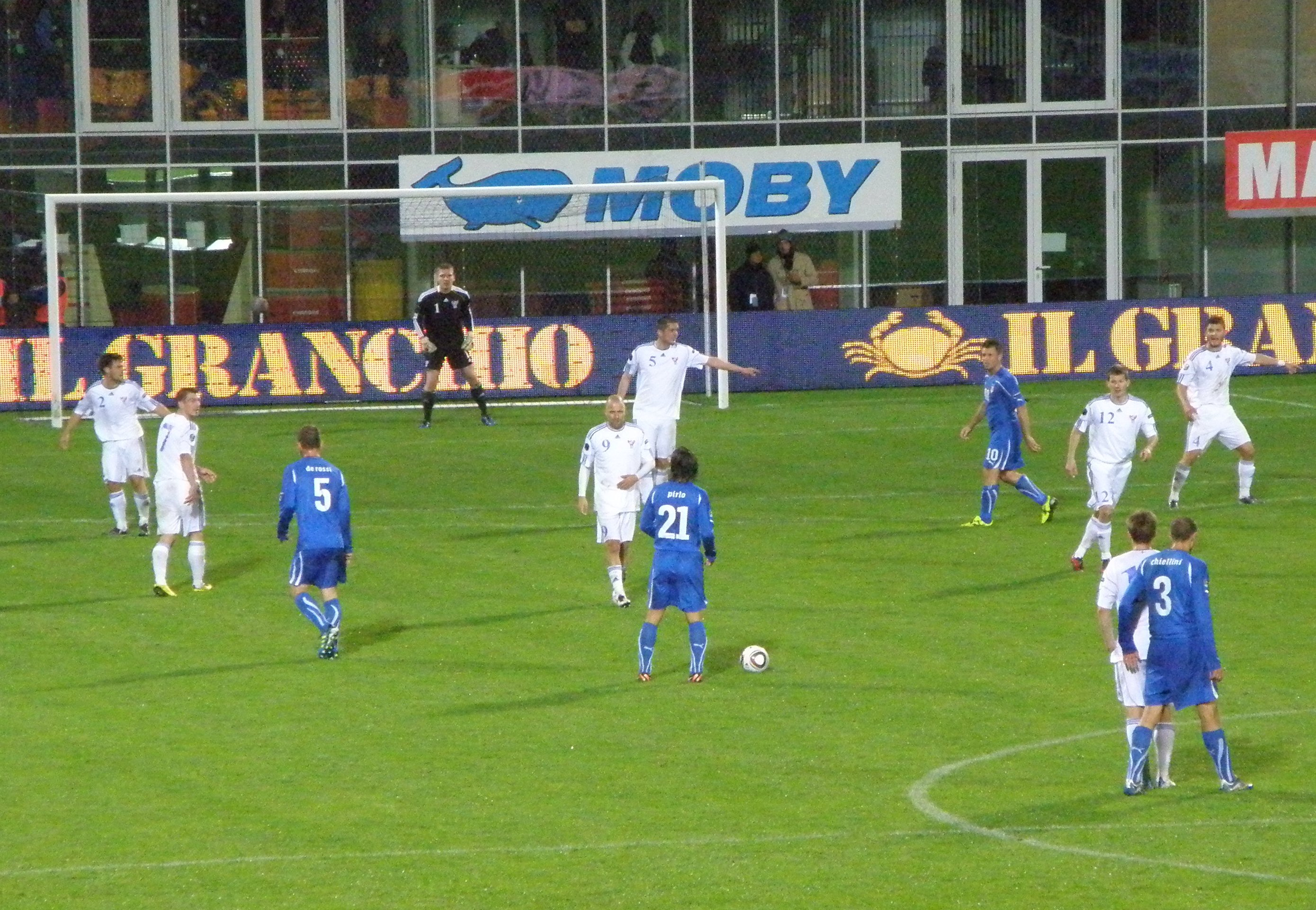
Partido de las Islas Faroe ante el 2 de septiembre del 2011 (0-1).

 Además, tras ocho largos años después de la última victoria en competiciones oficiales, aquel 24 de marzo de 2001 de visitante ante Luxemburgo por 2 a 0, el 9 de septiembre de 2009 en un partido disputado en el Estadio Torsvollur de Toftir, el seleccionado de Islas Feroe, entonces dirigido por el irlandés Brian Kerr, venció por 2-1 a Lituania con goles de Súni Olsen y Arnbjørn Hansen; los lituanos descontaron por intermedio de Tomas Danilevičius.

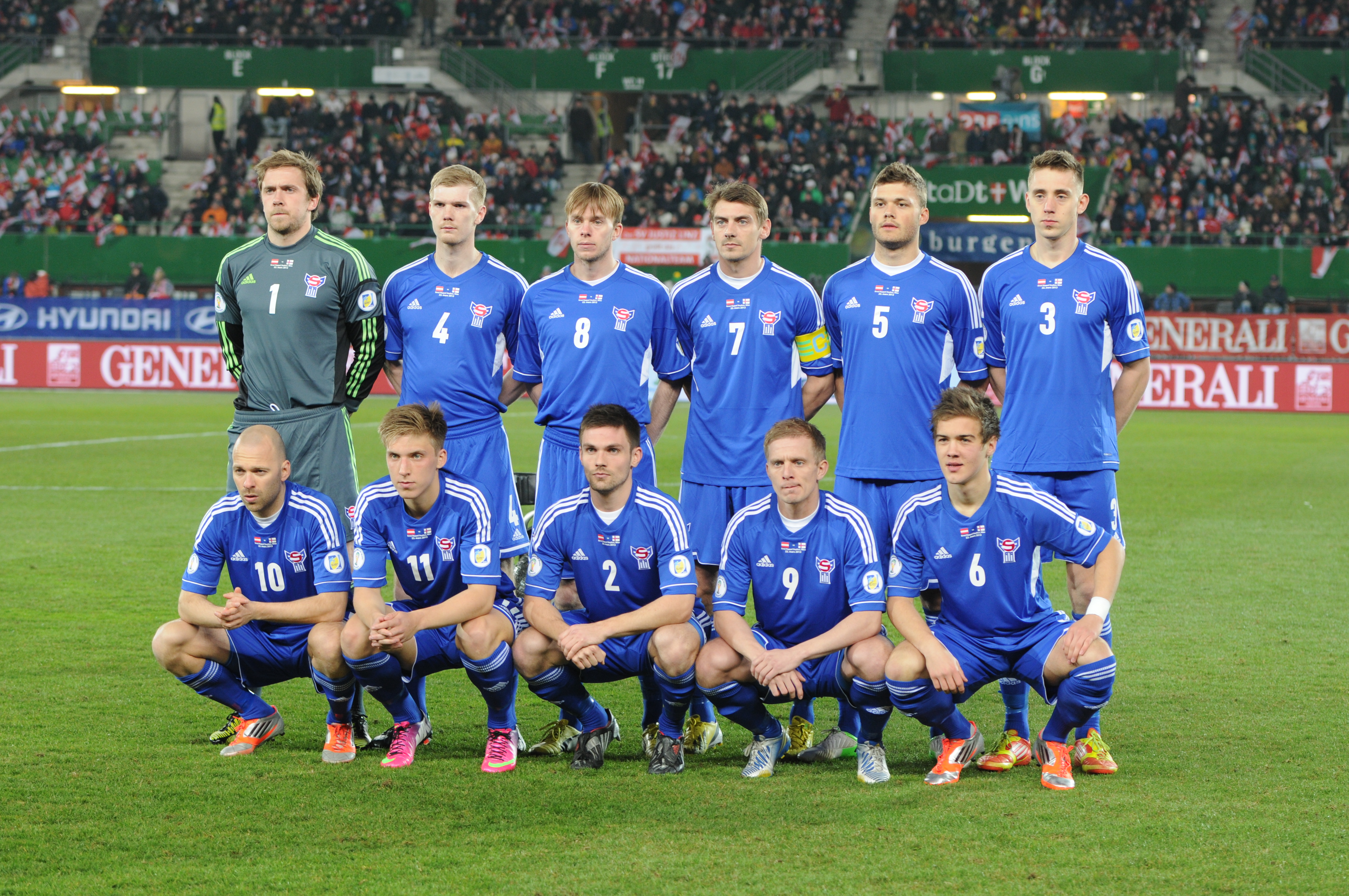
La Selección de fútbol de las Islas Feroe ante en la eliminatoria a Brasil 2014.

Uno de sus más grandes logros fue al vencer 1-0 a la selección de Grecia en condición de visitante. Gracias a ello la pequeña selección de Islas Feroe subió en el ranking FIFA de 179 a 105, siendo el 2.º puesto más alto en el ranking hasta ahora. Posteriormente, el 13 de junio de 2015, esta vez como local en Tórshavn volvieron a obtener una victoria contra el mismo rival por 2-1, obteniendo su segunda victoria en las eliminatorias para la Eurocopa 2016 con goles de Hansson y Olsen, las victorias colocaron a Islas Feroe en el Ranking FIFA de 105 a 75, el más alto hasta ahora.
En las eliminatorias a Rusia 2018, las Islas Feroe comenzarían su eliminatoria el 6 de septiembre del 2016 empatándole a una de las sorpresas de la Eurocopa 2016, Hungría en Tórshavn. Luego, el 7 de octubre, Islas Feroe derrotaría a Letonia en Riga por 2-0, pero el 10 de octubre sería vapuleada ante la vigente campeona de Europa, Portugal por 0-6. Después el 13 de noviembre hizo sufrir a los suizos, pero cayendo por 0-2. Luego, el 25 de marzo obtendría un penoso empate ante Andorra, por 0-0, y luego caería de local ante Suiza, por 0-2 en el 9 de junio. En el 31 de agosto caería en Oporto ante Portugal por 1-5, pero el 3 de septiembre derrotaría a Andorra por 1-0 en Tórshavn. Luego en el 7 de octubre, recibiría a Letonia en la capital feroesa, empatando 0-0, haciendo esta clasificatoria la mejor de su historia, con 9 puntos obtenidos. Las Islas Feroe cerraron su clasificatoria visitando a la eliminada Hungría en Budapest, donde perdieron 0-1, quedando cuarto de seis equipos.

## Últimos partidos y próximos encuentros
Actualizado al último partido jugado el 9 de junio de 2025
| Fecha      | Ciudad         | Local               | Resultado | Visitante       | Competición                     |
| ---------- | -------------- | ------------------- | --------- | --------------- | ------------------------------- |
| 07-09-2024 | Toftir         | Islas Feroe         | 1:1 (1:0) | Macedonia       | Liga de Naciones UEFA 24/25     |
| 10-09-2024 | Riga           | Letonia             | 1:0 (0:0) | Islas Feroe     | Liga de Naciones UEFA 24/25     |
| 10-10-2024 | Tórshavn       | Islas Feroe         | 2:2 (1:1) | Armenia         | Liga de Naciones UEFA 24/25     |
| 13-10-2024 | Tórshavn       | Islas Feroe         | 1:1 (1:0) | Letonia         | Liga de Naciones UEFA 24/25     |
| 14-11-2024 | Ereván         | Armenia             | 0:1 (0:1) | Islas Feroe     | Liga de Naciones UEFA 24/25     |
| 17-11-2024 | Skopie         | Macedonia del Norte | 1:0 (0:0) | Islas Feroe     | Liga de Naciones UEFA 24/25     |
| 22-03-2025 | Hradec Králové | República Checa     | 2:1 (1:0) | Islas Feroe     | Clasificación Copa Mundial 2026 |
| 25-03-2025 | Nikšić         | Montenegro          | 1:0 (0:0) | Islas Feroe     | Clasificación Copa Mundial 2026 |
| 05-06-2025 | Tiflis         | Georgia             | 1:0 (1:0) | Islas Feroe     | Partido amistoso                |
| 09-06-2025 | Tórshavn       | Islas Feroe         | 2:1 (0:1) | Gibraltar       | Clasificación Copa Mundial 2026 |
| 05-09-2025 | Tórshavn       | Islas Feroe         | -:-       | Croacia         | Clasificación Copa Mundial 2026 |
| 08-09-2025 | Faro           | Gibraltar           | -:-       | Islas Feroe     | Clasificación Copa Mundial 2026 |
| 09-10-2025 | Klaksvík       | Islas Feroe         | -:-       | Montenegro      | Clasificación Copa Mundial 2026 |
| 12-10-2025 | Tórshavn       | Islas Feroe         | -:-       | República Checa | Clasificación Copa Mundial 2026 |
| 14-11-2025 | Šibenik        | Croacia             | -:-       | Islas Feroe     | Clasificación Copa Mundial 2026 |

## Uniformes

### Local
| 1990      | 2006–2007 | 2008–2009   | 2010–2011 | 2011–2012 | 2012–2014 | 2014-2016 | 2016-2018 | 2018-2020 |
| 2020-2022 | 2022-2023 | 2024-Actual |           |           |           |           |           |           |

### Visita
| 1990      | 2006–2007 | 2008–2009   | 2010–2011 | 2011–2012 | 2012–2014 | 2014-2016 | 2016-2018 | 2018-2020 |
| 2020-2022 | 2022-2023 | 2024-Actual |           |           |           |           |           |           |

### Tercera
| 2024-Actual |

## Jugadores

### Más apariciones
| #  | Jugador               | Apariciones |
| -- | --------------------- | ----------- |
| 1  | Fróði Benjaminsen     | 95          |
| 2  | Óli Johannesen        | 83          |
| 3  | Jákup Mikkelsen       | 73          |
| 4  | Jens Martin Knudsen   | 65          |
| 5  | Julian Johnsson       | 62          |
| 6  | Jákup á Borg          | 61          |
| 7  | Atli Gregersen        | 59          |
| 8  | Jóan Símun Edmundsson | 58          |
| 9  | John Petersen         | 57          |
| 9  | Jónas Tór Næs         | 57          |
| 9  | Gunnar Nielsen        | 57          |
| 10 | Rógvi Jacobsen        | 53          |
| 10 | Súni Olsen            | 53          |

### Más goles
| # | Jugador               | Goles |
| - | --------------------- | ----- |
| 1 | Rógvi Jacobsen        | 10    |
| 2 | Todi Jónsson          | 9     |
| 3 | Uni Arge              | 8     |
| 4 | Jóan Símun Edmundsson | 7     |
| 5 | John Petersen         | 6     |
| 5 | Fróði Benjaminsen     | 6     |
| 6 | Hallur Hansson        | 5     |
| 7 | Christian Holst       | 4     |
| 7 | Jan Allan Müller      | 4     |
| 7 | Julian Johnsson       | 4     |

Fuente:

### Última convocatoria
Los siguientes jugadores fueron convocados para los partidos celebrados en marzo de 2025 ante  República Checa y  Montenegro correspondientes a la Clasificación de UEFA para la Copa Mundial de Fútbol de 2026.
| No. | Pos. | Jugador             | Fecha de nacimiento (edad)         | Apa. | Goles | Club               |
| --- | ---- | ------------------- | ---------------------------------- | ---- | ----- | ------------------ |
| 1   | POR  | Mattias Lamhauge    | 2 de agosto de 1999 (25 años)      | 10   | 0     | FC Fredericia      |
| 12  | POR  | Ari Petersen        | 7 de diciembre de 2002 (22 años)   | 0    | 0     | 07 Vestur          |
| 23  | POR  | Bárður á Reynatrøð  | 8 de enero de 2000 (25 años)       | 11   | 0     | Víkingur Gøta      |
|     |      |                     |                                    |      |       |                    |
| 2   | DEF  | Jóannes Danielsen   | 10 de septiembre de 1997 (27 años) | 19   | 0     | KÍ Klaksvík        |
| 3   | DEF  | Viljormur Davidsen  | 19 de julio de 1991 (33 años)      | 87   | 6     | HB Tórshavn        |
| 4   | DEF  | Samuel Chukwudi     | 25 de junio de 2003 (21 años)      | 5    | 0     | SJK Seinäjoki      |
| 5   | DEF  | Andrias Edmundsson  | 18 de diciembre de 2000 (24 años)  | 15   | 0     | Wisła Płock        |
| 15  | DEF  | Odmar Færø          | 1 de noviembre de 1989 (35 años)   | 65   | 1     | KÍ Klaksvík        |
| 16  | DEF  | Gunnar Vatnhamar    | 29 de marzo de 1995 (30 años)      | 47   | 3     | Víkingur Reykjavík |
| 19  | DEF  | Jann Benjaminsen    | 3 de abril de 1997 (28 años)       | 7    | 1     | B36 Tórshavn       |
| 20  | DEF  | Hanus Sørensen      | 19 de febrero de 2001 (24 años)    | 17   | 1     | NK Celje           |
| 22  | DEF  | Noah Mneney         | 6 de diciembre de 2002 (22 años)   | 7    | 0     | HB Tórshavn        |
|     |      |                     |                                    |      |       |                    |
| 6   | MED  | Hallur Hansson      | 8 de julio de 1992 (32 años)       | 75   | 5     | KÍ Klaksvík        |
| 8   | MED  | Brandur Hendriksson | 19 de diciembre de 1995 (29 años)  | 65   | 6     | NSÍ Runavík        |
| 13  | MED  | Arnbjørn Svensson   | 1 de agosto de 1999 (25 años)      | 2    | 1     | Víkingur Gøta      |
| 14  | MED  | René Joensen        | 8 de febrero de 1993 (32 años)     | 62   | 3     | KÍ Klaksvík        |
| 18  | MED  | Géza Dávid Turi     | 6 de octubre de 2001 (23 años)     | 0    | 0     | Grimsby Town       |
|     |      |                     |                                    |      |       |                    |
| 7   | DEL  | Árni Frederiksberg  | 12 de junio de 1992 (33 años)      | 13   | 0     | KÍ Klaksvík        |
| 9   | DEL  | Páll Klettskarð     | 17 de mayo de 1990 (35 años)       | 18   | 0     | KÍ Klaksvík        |
| 10  | DEL  | Meinhard Olsen      | 10 de abril de 1997 (28 años)      | 36   | 1     | Kolding            |
| 11  | DEL  | Petur Knudsen       | 21 de abril de 1998 (27 años)      | 22   | 1     | NSÍ Runavík        |
| 17  | DEL  | Adrian Justinussen  | 21 de julio de 1998 (26 años)      | 13   | 1     | Hillerød           |
| 21  | DEL  | Poul Kallsberg      | 4 de febrero de 2003 (22 años)     | 0    | 0     | Víkingur Gøta      |

## Estadísticas

### Copa Mundial de Fútbol
| Copa Mundial de Fútbol | Copa Mundial de Fútbol | Copa Mundial de Fútbol | Copa Mundial de Fútbol | Copa Mundial de Fútbol | Copa Mundial de Fútbol | Copa Mundial de Fútbol | Copa Mundial de Fútbol |
| Año                    | Ronda                  | J                      | G                      | E                      | P                      | GF                     | GC                     |
| ---------------------- | ---------------------- | ---------------------- | ---------------------- | ---------------------- | ---------------------- | ---------------------- | ---------------------- |
| 1930                   | No participó           | No participó           | No participó           | No participó           | No participó           | No participó           | No participó           |
| 1934                   | No participó           | No participó           | No participó           | No participó           | No participó           | No participó           | No participó           |
| 1938                   | No participó           | No participó           | No participó           | No participó           | No participó           | No participó           | No participó           |
| 1950                   | No participó           | No participó           | No participó           | No participó           | No participó           | No participó           | No participó           |
| 1954                   | No participó           | No participó           | No participó           | No participó           | No participó           | No participó           | No participó           |
| 1958                   | No participó           | No participó           | No participó           | No participó           | No participó           | No participó           | No participó           |
| 1962                   | No participó           | No participó           | No participó           | No participó           | No participó           | No participó           | No participó           |
| 1966                   | No participó           | No participó           | No participó           | No participó           | No participó           | No participó           | No participó           |
| 1970                   | No participó           | No participó           | No participó           | No participó           | No participó           | No participó           | No participó           |
| 1974                   | No participó           | No participó           | No participó           | No participó           | No participó           | No participó           | No participó           |
| 1978                   | No participó           | No participó           | No participó           | No participó           | No participó           | No participó           | No participó           |
| 1982                   | No participó           | No participó           | No participó           | No participó           | No participó           | No participó           | No participó           |
| 1986                   | No participó           | No participó           | No participó           | No participó           | No participó           | No participó           | No participó           |
| 1990                   | No participó           | No participó           | No participó           | No participó           | No participó           | No participó           | No participó           |
| 1994                   | No clasificó           | No clasificó           | No clasificó           | No clasificó           | No clasificó           | No clasificó           | No clasificó           |
| 1998                   | No clasificó           | No clasificó           | No clasificó           | No clasificó           | No clasificó           | No clasificó           | No clasificó           |
| 2002                   | No clasificó           | No clasificó           | No clasificó           | No clasificó           | No clasificó           | No clasificó           | No clasificó           |
| 2006                   | No clasificó           | No clasificó           | No clasificó           | No clasificó           | No clasificó           | No clasificó           | No clasificó           |
| 2010                   | No clasificó           | No clasificó           | No clasificó           | No clasificó           | No clasificó           | No clasificó           | No clasificó           |
| 2014                   | No clasificó           | No clasificó           | No clasificó           | No clasificó           | No clasificó           | No clasificó           | No clasificó           |
| 2018                   | No clasificó           | No clasificó           | No clasificó           | No clasificó           | No clasificó           | No clasificó           | No clasificó           |
| 2022                   | No clasificó           | No clasificó           | No clasificó           | No clasificó           | No clasificó           | No clasificó           | No clasificó           |
| 2026                   | Por definirse          | Por definirse          | Por definirse          | Por definirse          | Por definirse          | Por definirse          | Por definirse          |
| 2030                   | Por definirse          | Por definirse          | Por definirse          | Por definirse          | Por definirse          | Por definirse          | Por definirse          |
| 2034                   | Por definirse          | Por definirse          | Por definirse          | Por definirse          | Por definirse          | Por definirse          | Por definirse          |
| Total                  | 0/22                   | -                      | -                      | -                      | -                      | -                      | -                      |

### Eurocopa
| Eurocopa | Eurocopa     | Eurocopa     | Eurocopa     | Eurocopa     | Eurocopa     | Eurocopa     | Eurocopa     |
| Año      | Ronda        | J            | G            | E            | P            | GF           | GC           |
| -------- | ------------ | ------------ | ------------ | ------------ | ------------ | ------------ | ------------ |
| 1960     | No participó | No participó | No participó | No participó | No participó | No participó | No participó |
| 1964     | No participó | No participó | No participó | No participó | No participó | No participó | No participó |
| 1968     | No participó | No participó | No participó | No participó | No participó | No participó | No participó |
| 1972     | No participó | No participó | No participó | No participó | No participó | No participó | No participó |
| 1976     | No participó | No participó | No participó | No participó | No participó | No participó | No participó |
| 1980     | No participó | No participó | No participó | No participó | No participó | No participó | No participó |
| 1984     | No participó | No participó | No participó | No participó | No participó | No participó | No participó |
| 1988     | No participó | No participó | No participó | No participó | No participó | No participó | No participó |
| 1992     | No clasificó | No clasificó | No clasificó | No clasificó | No clasificó | No clasificó | No clasificó |
| 1996     | No clasificó | No clasificó | No clasificó | No clasificó | No clasificó | No clasificó | No clasificó |
| 2000     | No clasificó | No clasificó | No clasificó | No clasificó | No clasificó | No clasificó | No clasificó |
| 2004     | No clasificó | No clasificó | No clasificó | No clasificó | No clasificó | No clasificó | No clasificó |
| 2008     | No clasificó | No clasificó | No clasificó | No clasificó | No clasificó | No clasificó | No clasificó |
| 2012     | No clasificó | No clasificó | No clasificó | No clasificó | No clasificó | No clasificó | No clasificó |
| 2016     | No clasificó | No clasificó | No clasificó | No clasificó | No clasificó | No clasificó | No clasificó |
| 2020     | No clasificó | No clasificó | No clasificó | No clasificó | No clasificó | No clasificó | No clasificó |
| 2024     | No clasificó | No clasificó | No clasificó | No clasificó | No clasificó | No clasificó | No clasificó |
| Total    | 0/17         | -            | -            | -            | -            | -            | -            |

### Liga de Naciones de la UEFA
| Liga de Naciones de la UEFA | Liga de Naciones de la UEFA | Liga de Naciones de la UEFA | Liga de Naciones de la UEFA | Liga de Naciones de la UEFA | Liga de Naciones de la UEFA | Liga de Naciones de la UEFA | Liga de Naciones de la UEFA | Liga de Naciones de la UEFA | Liga de Naciones de la UEFA | Liga de Naciones de la UEFA | Liga de Naciones de la UEFA |
| Año                         | L                           | G                           | Ronda                       | Posición                    | J                           | G                           | E                           | P                           | GF                          | GC                          | DG                          |
| --------------------------- | --------------------------- | --------------------------- | --------------------------- | --------------------------- | --------------------------- | --------------------------- | --------------------------- | --------------------------- | --------------------------- | --------------------------- | --------------------------- |
| 2018-19                     | D                           | 3                           | Tercer lugar                | 50.º                        | 6                           | 1                           | 2                           | 3                           | 5                           | 10                          | -5                          |
| 2020-21                     | D                           | 1                           | Primer lugar                | 50.º                        | 6                           | 3                           | 3                           | 0                           | 9                           | 5                           | +4                          |
| 2022-23                     | C                           | 1                           | Tercer lugar                | 41.º                        | 6                           | 2                           | 2                           | 2                           | 7                           | 10                          | -3                          |
| Total                       | Total                       | Total                       | 3/3                         | 50.º                        | 18                          | 6                           | 7                           | 5                           | 21                          | 25                          | -4                          |

## Otros torneos

### Juegos de las Islas
| Juegos de las Islas | Juegos de las Islas | Juegos de las Islas | Juegos de las Islas | Juegos de las Islas | Juegos de las Islas | Juegos de las Islas | Juegos de las Islas |
| Año                 | Ronda               | J                   | G                   | E                   | P                   | GF                  | GC                  |
| ------------------- | ------------------- | ------------------- | ------------------- | ------------------- | ------------------- | ------------------- | ------------------- |
| 1989                | Campeón             | 4                   | 4                   | 0                   | 0                   | 20                  | 1                   |
| 1991                | Campeón             | 4                   | 4                   | 0                   | 0                   | 13                  | 5                   |
| 1993 - 2023         | No participó        | No participó        | No participó        | No participó        | No participó        | No participó        | No participó        |
| Total               | 2/16                | 8                   | 8                   | 0                   | 0                   | 33                  | 6                   |

## Seleccionadores
| Nombre                         | Notas     | Periodo   |
| ------------------------------ | --------- | --------- |
| Páll Guðlaugsson               |           | 1988–93   |
| Johan Nielsen & Jógvan Norðbúð | Interinos | 1993      |
| Allan Simonsen                 |           | 1994–2001 |
| Henrik Larsen                  |           | 2002–05   |
| Jógvan Martin Olsen            |           | 2006–08   |
| Heðin Askham                   | Interino  | 2009      |
| Brian Kerr                     |           | 2009–11   |
| Lars Olsen                     |           | 2011–19   |
| Håkan Ericson                  |           | 2019–24   |
| Eyðun Klakstein                | Interino  | 2024–     |